# 2007年叙利亚总统选举
2007年叙利亚总统大选是指2007年叙利亚的总统大选，叙利亚人民委员会投票后，巴沙尔·阿萨德当选为叙利亚总统。叙利亚持不同政见者劝说叙利亚公民不要投票可以选民呆在家里，并说那是被操纵的选举。
根据《叙利亚宪法》，叙利亚总统必须是阿拉伯社会主义党成员，全国进步阵线在议会提名候选人，候选人必须得到三分之二的票，随后则是全民投票，全民投票中，候选人必须得到51%的选票。

## 结果
根据内政部长巴萨姆·阿卜杜勒·马吉德的统计，巴沙尔·阿萨德赢得了97.62%的选票。
“这个伟大的共识显示了叙利亚的政治成熟度和辉煌的民主。”内政部长如此形容巨大的投票率结果。
| 选项                                       | 选票       | %     |
| ------------------------------------------ | ---------- | ----- |
| 是                                         | 11,199,445 | 97.62 |
| 否                                         | 19,653     | 0.17  |
| 无效                                       | 253,059    | 2.21  |
| 总数 （投票率为95.86%） （11,967,611合格） | 11,472,157 | 100.0 |
| 来源：Syrian Arab News Agency              |            |       |